# Bertiera retrofracta
Bertiera retrofracta är en måreväxtart som beskrevs av Karl Moritz Schumann. Bertiera retrofracta ingår i släktet Bertiera och familjen måreväxter. Inga underarter finns listade i Catalogue of Life.